# Empuje (San Sebastián)
Empuje fue una sociedad deportiva de San Sebastián, que participó en la Bandera de la Concha a principios de la década de 1930.

## Historia
Empuje es uno de los diez clubes donostiarras que han participado a lo largo de la historia en la Bandera de la Concha.
Tras la época de la participación de las diversas cuadrillas de pescadores, en 1932 se presentaron dos clubes donostiarras en dicha bandera, en nombre de esos clubes y no de la ciudad de San Sebastián. Una de las traineras fue la de Amaikak Bat y la otra fue la de Empuje. En total tuvo dos participaciones en la Concha, quedando en cuarto lugar en 1932 y en octavo puesto el siguiente año 1933.